# El Bac (Maçanet de Cabrenys)
El Bac és un mas aïllat a uns tres quilòmetres del poble de Maçanet de Cabrenys (l'Alt Empordà). Està protegit com a bé cultural d'interès local.
Es tracta d'un mas de planta rectangular, de planta baixa i pis. L'aparell és de pedruscall. Les obertures són carreuades. L'element més destacat és la llinda de la porta d'entrada amb la llinda amb la inscripció 1736. L'altre element a destacar són els elements que sostenen els murs del mas. La coberta d'aquest mas és de teula i és a dos vessants.